# Caloi

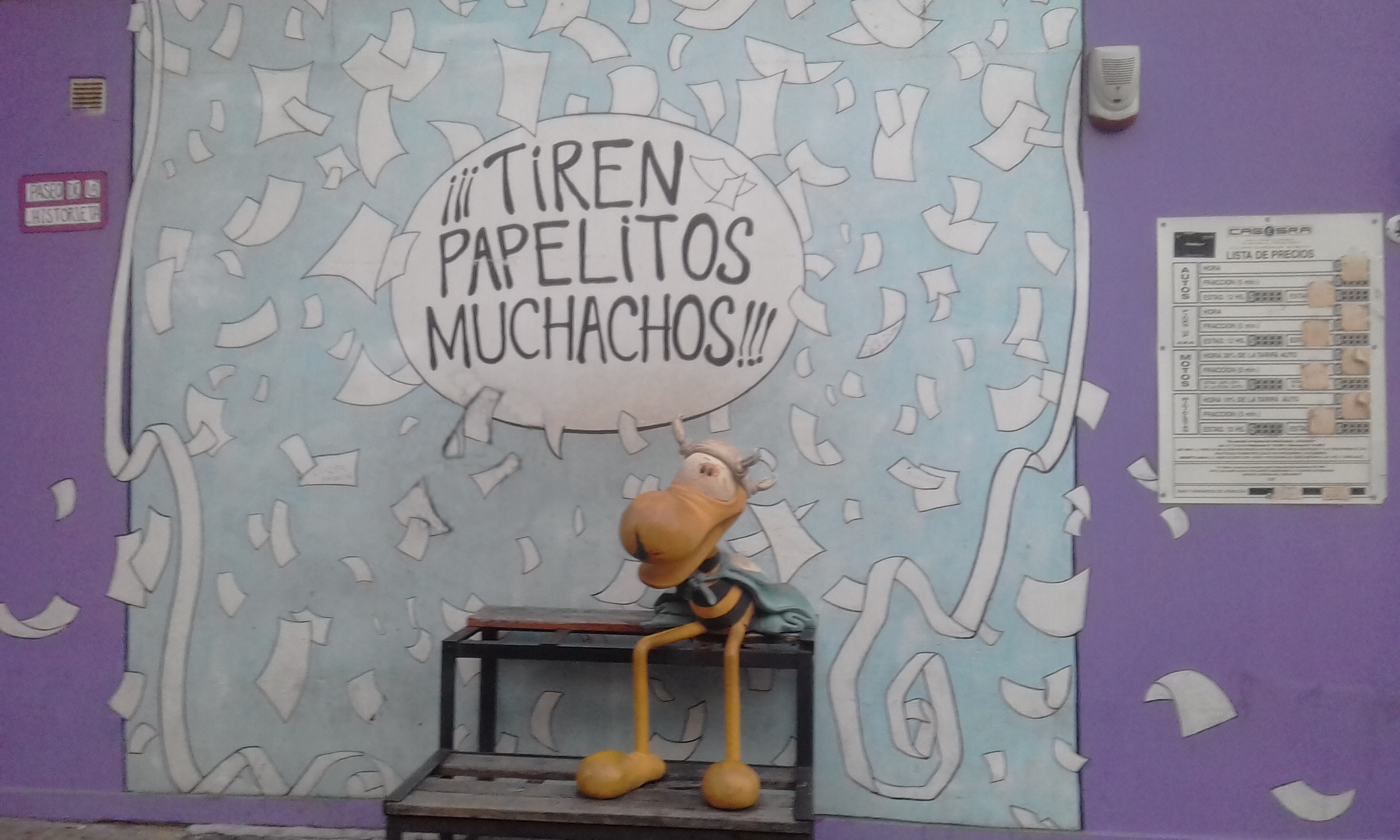
Clemente, Protagonist des Comics von Caloi am Comic Strip Walk in Buenos Aires

Caloi (eigentlich Carlos Loiseau; * 9. November 1948 in Salta; † 8. Mai 2012 in Adrogué, Buenos Aires) war ein argentinischer Comiczeichner und Karikaturist.
Caloi arbeitete 1966 bei Tía Vicenta und war seit 1967 als Comiczeichner und Karikaturist selbständig. Er wurde 1973 bekannt mit seiner Figur des Clemente. Er war Moderator des TV-Zyklus Caloi en su tinta im Fernsehsender Channel 7. Er war Schöpfer der Figuren La Mulatona, Mimí, Alexis, Bartolo, el Clementosaurio, el hincha de Camerún.
Hintergrund seines Wirkens war die Auseinandersetzung mit existentiellen Problemen der Menschen und der künstlerischen Umsetzung der Themen Hunger, Klassenunterschiede, Verlassenheit, Mangel an Bildung, Probleme mit Kindern etc.
Er wurde mehrfach ausgezeichnet, darunter 2003 mit dem Medienpreis Martín Fierro und 2009 der Ehrenbürgerwürde von Buenos Aires.